# Никола Клюсев
Никола Клюсев (на македонска литературна норма: Никола Кљусев) е политик от Република Македония, първи министър-председател на страната от 20 март 1991 до 4 септември 1992 г., бивш министър на отбраната и член на Македонската академия на науките и изкуствата.

## Биография

#### Ранен живот и образование
Никола Клюсев е роден на 2 октомври 1927 г. в Щип, тогава в Кралството на сърби, хървати и свовенци. Никола Клюсев започва научната си кариера през 1953 г. като асистент в Института за научни изследвания в индустрията на Македония. От 1960 до 1967 г. е научен сътрудник в Икономическия институт на Македония. През 1963 г. издава книгата „Активизационен период на инвестициите“, която е негов магистърски труд. Става доктор на икономическите науки през 1964 г. работейки на тема „Критерии и методи за оценяване на икономическата ефективност на инвестициите“. През 1968 г. е избран за извънреден професор, а от 1972 г. за редовен професор на Икономическия факултет при Университета „Св. св. Кирил и Методий“, Скопие. През 1988 г. е избран за член на Македонската академия на науките и изкуствата, където е председател на Съвета за демографски изследвания.
Като известен икономист е раководител на множество проекти. Има редица издадени трудове, монографии и научни студии, както и няколко книги с поезия, есета и други.

#### Политическа дейност
На 20 март 1991 г. Никола Клюсев става първият министър-председател на първото, експертно Правителство на Северна Македония, пост, който заема до 4 септември 1992 г. и изиграва значителна роля в обявяването на независимостта и суверенитета на новата македонска държава. Избран е за председател на съвета на ВМРО-ДПМНЕ през септември 1997 г.
Александър Лепавцов казва за него:
| „ | Никола Клюсев бе един от малцината изтъкнати политически ръководители, който знаеше истината за македонско-българските отношения и връзки. Той работеше за това да бъдат смекчени позициите на някои структури в Македония и в България и в контекста на отношенията между двете страни. Спомням си за един случай от времето, когато бях министър. Подписах протокол за коридорите на български език. Въпреки че имаше съпротива от доста страни, Клюсев не ми направи проблем. Напротив, подкрепи ме... Никола бе голям македонец и голям приятел на България. Той познаваше историята много добре. Македония и България са два клона на едно и също дърво. Македонизмът в последно време се превръща в шовинизъм. Смятам, че все повече хора осъзнават истинската история. | “ |